# Zangiku Monogatari
Zangiku Monogatari (残菊物語) (bra: Crisântemos Tardios), é um filme de drama japonês de 1939 dirigido por Kenji Mizoguchi. Baseado em um conto de Shōfu Muramatsu, ela conta a história de um onnagata (ator especializado em interpretar papéis femininos) lutando para ganhar maestria artística no Japão do final do século XIX.

## Sinopse
Durante o Japão de meados do século XIX, Kikunosuke Onoe, um aspirante ator de kabuki, tem dificuldades de apresentar dons artísticos ao mesmo tempo que é um preguiçoso. Oriundo de uma família de atores, Kikunosuke começa a desenvolver uma paixão pela babá do filho de seu irmão, Otoku, mas tem seu amor julgado pelas pessoas ao seu redor. Com Kiku decidindo continuar o relacionamento, os dois são obrigados a sair de casa, e Otoku passa a apoiar a jornada de seu companheiro rumo a fama. Entretanto, ao desenrolar da busca de Kiku ao estrelato, Otoku tem a saúde debilitada e, consequentemente, morre, ao passo que Kiku consegue a sua tão almejada fama como ator ao se apresentar em Osaka.

## Elenco
Elenco principal:

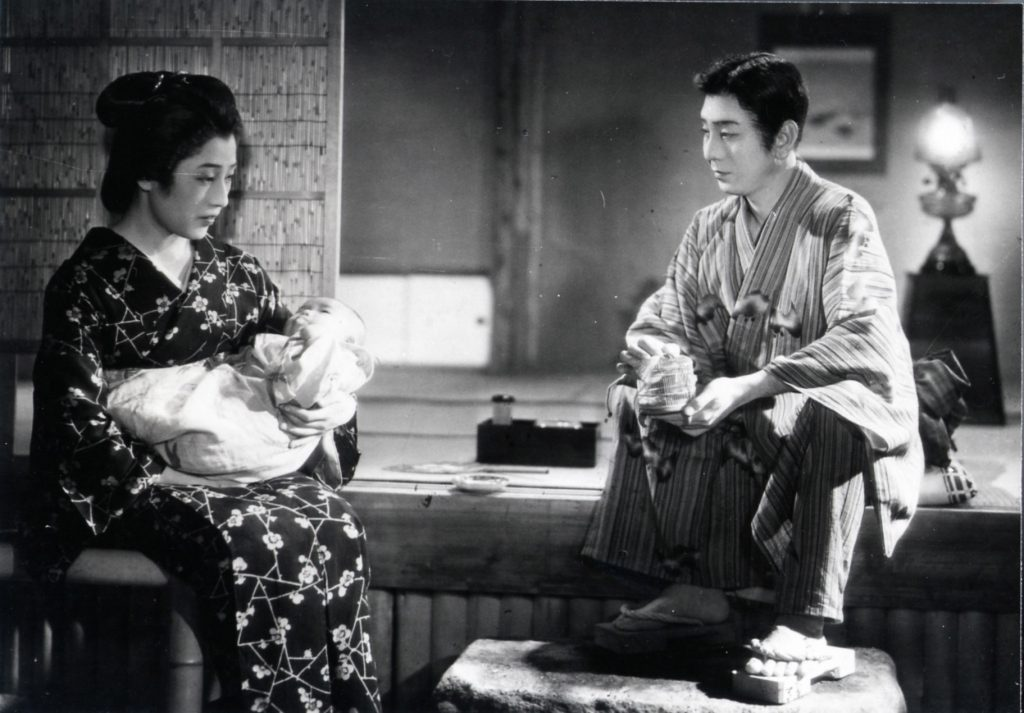
A atriz Kakuko Mori e o ator Shōtarō Hanayagi em Zangiku Monogatari

- Shōtarō Hanayagi como Kikunosuke Onoe (Kiku)
- Kōkichi Takada como Fukusuke Nakamura (Fuku)
- Gonjurō Kawarazaki como Kikugoro Onoue, o pai
- Kakuko Mori como Otoku
- Tokusaburo Arashi como Shikan Nakamura
- Yoko Umemura como Osato
- Benkei Shiganoya como esposa de Kikuguro
- Kinnosuke Takamatsu como Matsusuke Onoe

## Produção
Zangiku Monogatari foi o primeiro filme de Mizoguchi para o estúdio Shochiku após uma breve colaboração do diretor com o Shinkō Kinema. Foi também seu primeiro filme, do que mais tarde seria considerado uma trilogia sobre o teatro e a dramaturgia japonesa durante o período Meiji (os outros foram os longas perdidos Naniwa Onna (1940) e Geidō Ichidai Otoko (1941)). O filme ficou em segundo lugar na lista de melhores filmes de 1939, segundo a Kinema Junpo, e também rendeu a Mizoguchi um prêmio do Ministério da Educação do Japão.
O conto de Muramatsu teve como base a vida do ator de kabuki Kikunosuke Onoe II (尾上菊之助(2代目), 1868–1897).

## Legado
Muitos críticos consideram esse filme como a maior realização de Mizoguchi antes da guerra, se não seu melhor trabalho, elogiando sua cinematografia, marcada pelo uso de tomadas longas e frequentes dolly shots, e enfatizando sua preocupação sobre as mulheres. Em 1985, na sua resenha crítica para o Chicago Reader, Jonathan Rosenbaum apontou a "recusa de Mizoguchi em usar close-ups" e argumentou que "o tema do sacrifício feminino que informa a maioria de suas principais obras recebe aqui uma ressonância e complexidade singulares". Richard Brody, em um artigo para o The New Yorker, chamou-o de "uma das grandes efusões de energia imaginativa do cinema". John Pym elogiou os cenários do filme, que estavam "cheios de detalhes humanos" e, quando "às vezes compensados por tomadas de espaços notavelmente organizados", destacou "o isolamento dos dois princípios em um mundo fervilhante dominado pelo preconceito de classe, da economia dura e pura indiferença humana."
Zangiku Monogatarifoi selecionada para a seção Clássicos de Cannes do Festival de Cinema de Cannes de 2015, onde o filme foi exibido com imagens restaurada.